# Daihatsu OFC-1 Concept
La Daihatsu OFC-1 Concept è una concept car presentata dalla Daihatsu nel 2007.

## Sviluppo
La vettura si propone come dimostratore tecnologico per un eventuale sostituzione della Daihatsu Copen dal mercato.

## Tecnica
Rispetto alla Copen, la OFC-1 si presenta di dimensioni più contenute. Sempre dalla sua progenitrice deriva in buona parte il design, il quale è stato però reso più squadrato. È stato inoltre aggiunto uno spoiler posteriore di piccole dimensioni. Il tetto rigido è stato realizzato in cristalli liquidi e può essere fatto oscurare tramite la pressione di un pulsante.
L'impianto propulsivo è costituito da un motore 3 cilindri benzina di 658 cm³ che eroga 64 CV e 103 Nm di coppia. Ciò è possibile tramite l'impiego di un turbocompressore. Questo motore, regolato da un cambio sequenziale a sette rapporti, permette un consumo di 4,6 L/100 km con emissioni di CO2 pari a 100,9 g/km. Le sospensioni sono regolate elettronicamente.